# Cyathea edanoi
Cyathea edanoi är en ormbunkeart som beskrevs av Edwin Bingham Copeland. Cyathea edanoi ingår i släktet Cyathea och familjen Cyatheaceae. Inga underarter finns listade.